# 東和泉 (狛江市)
東和泉（ひがしいずみ）は東京都狛江市の地名。現行行政町名上では東和泉一丁目から四丁目。郵便番号は201-0014（狛江郵便局管区）。

## 地理
狛江市の南部に位置する。北から時計回りに和泉本町一丁目、岩戸北三丁目、岩戸南一丁目、猪方一丁目・三丁目・四丁目、多摩川を挟んで神奈川県川崎市多摩区登戸、元和泉三丁目・一丁目と接する。
街区内を小田急小田原線が通過し、街区内に狛江駅と和泉多摩川駅の2駅が存在するのが特徴。

## 歴史
「和泉」は住居表示施行前の大字和泉に由来する。和泉地区の東部にあることから名づけられた。

## 世帯数と人口
2017年（平成29年）12月1日現在の世帯数と人口は以下の通りである。
| 丁目         | 世帯数    | 人口    |
| ------------ | --------- | ------- |
| 東和泉一丁目 | 1,921世帯 | 3,011人 |
| 東和泉二丁目 | 716世帯   | 1,198人 |
| 東和泉三丁目 | 935世帯   | 1,686人 |
| 東和泉四丁目 | 372世帯   | 577人   |
| 計           | 3,944世帯 | 6,472人 |

## 小・中学校の学区
市立小・中学校に通う場合、学区は以下の通りとなる。
| 丁目         | 番地   | 小学校                 | 中学校                 |
| ------------ | ------ | ---------------------- | ---------------------- |
| 東和泉一丁目 | 1〜5番 | 狛江市立狛江第一小学校 | 狛江市立狛江第一中学校 |
| 東和泉一丁目 | その他 | 狛江市立狛江第一小学校 | 狛江市立狛江第三中学校 |
| 東和泉二丁目 | 全域   | 狛江市立狛江第三小学校 | 狛江市立狛江第二中学校 |
| 東和泉三丁目 | 全域   | 狛江市立狛江第六小学校 | 狛江市立狛江第二中学校 |
| 東和泉四丁目 | 全域   | 狛江市立和泉小学校     | 狛江市立狛江第三中学校 |

## 交通

### 鉄道
| 街区内の駅                                           |
| ---------------------------------------------------- |
| 小田急小田原線 - 狛江駅(OH 16) - 和泉多摩川駅(OH 17) |

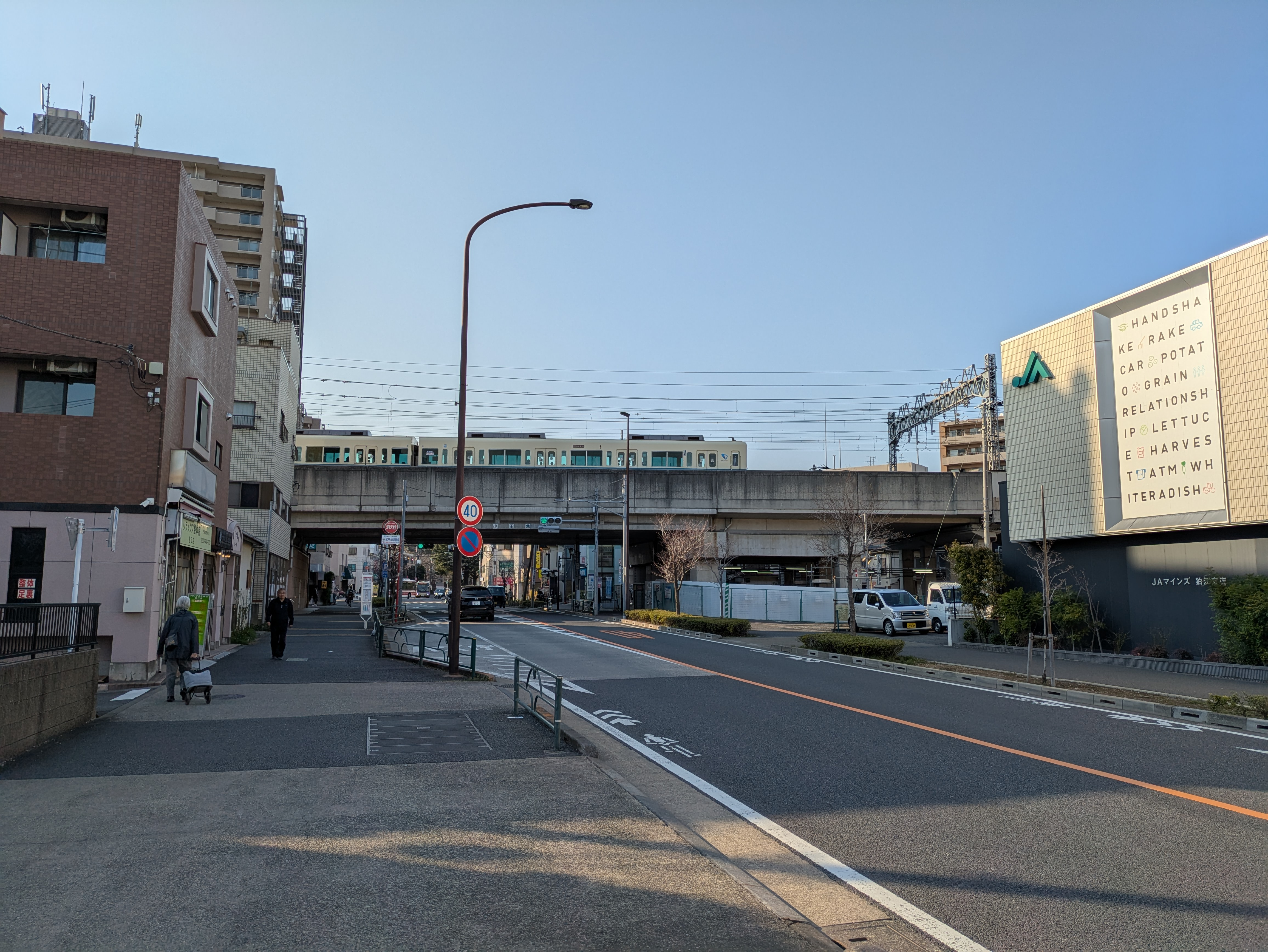
狛江駅至近狛江通り交差部

東西に小田急小田原線が貫いている。地内に狛江駅・和泉多摩川駅が設置されており、都心および神奈川県相模原市・藤沢市・小田原市方面への利用ができる。

### 路線バス
小田急バスが乗り入れる。狛江駅南口・和泉多摩川駅が運行拠点になっているほか「東和泉一丁目」「東和泉二丁目」などの停留所があり、多数の系統が利用できる。水道道路を抜けて喜多見住宅・宇奈根方面向かう系統、狛江通り経由で調布駅南口へ、世田谷通り経由で渋谷駅および二子玉川駅方面へ向かう系統、こまバス市内循環南ルートなどが存在する。

### 道路
- 東京都道3号世田谷町田線（世田谷通り）
  - 「世田谷通り」の名称は東側は世田谷区三軒茶屋、西側は東和泉が末端である。
- 東京都道11号大田調布線（狛江通り）
  - 「狛江通り」の名称は東和泉地内にある「狛江三叉路」交差点が起点。
- 東京都道114号武蔵野狛江線（松原通り）

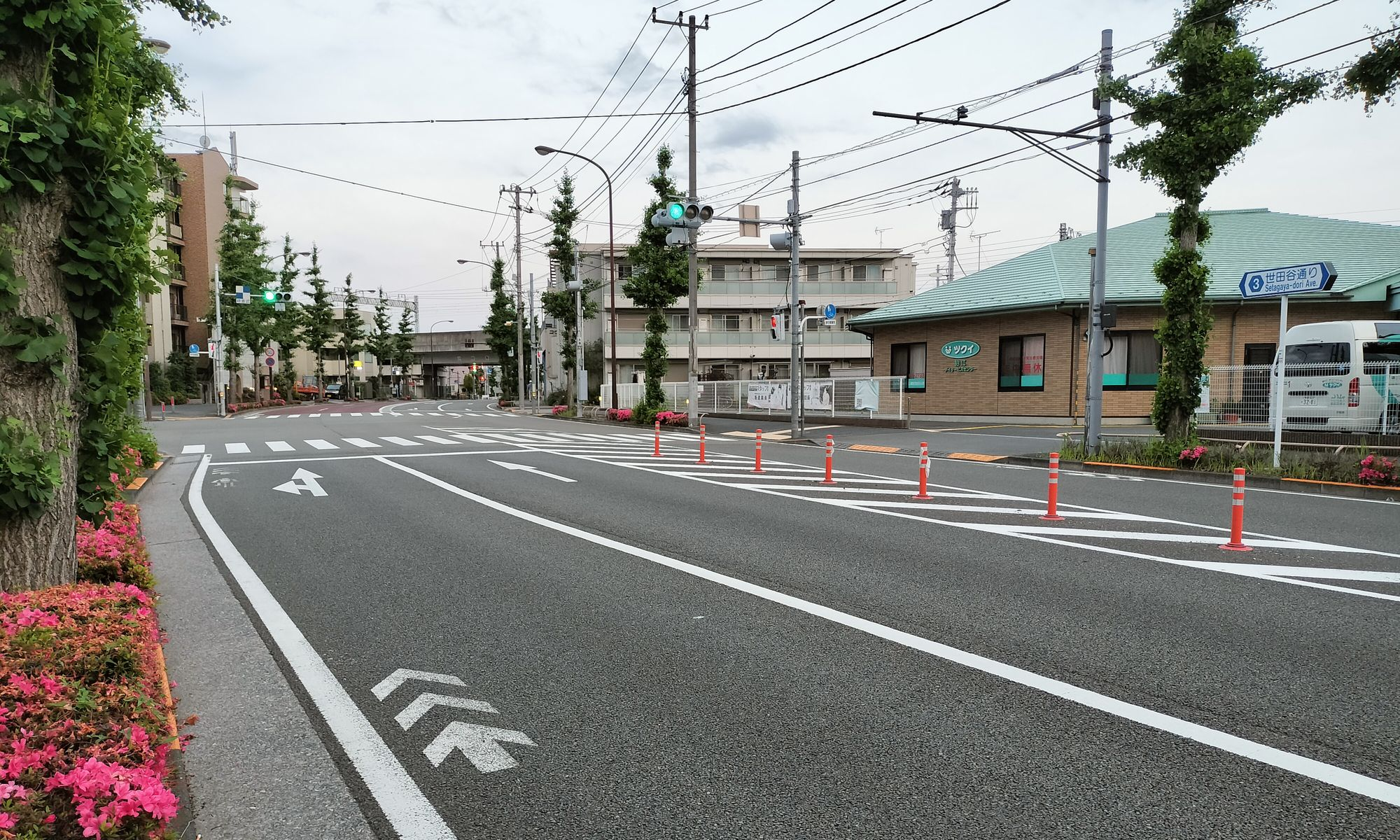
世田谷通り
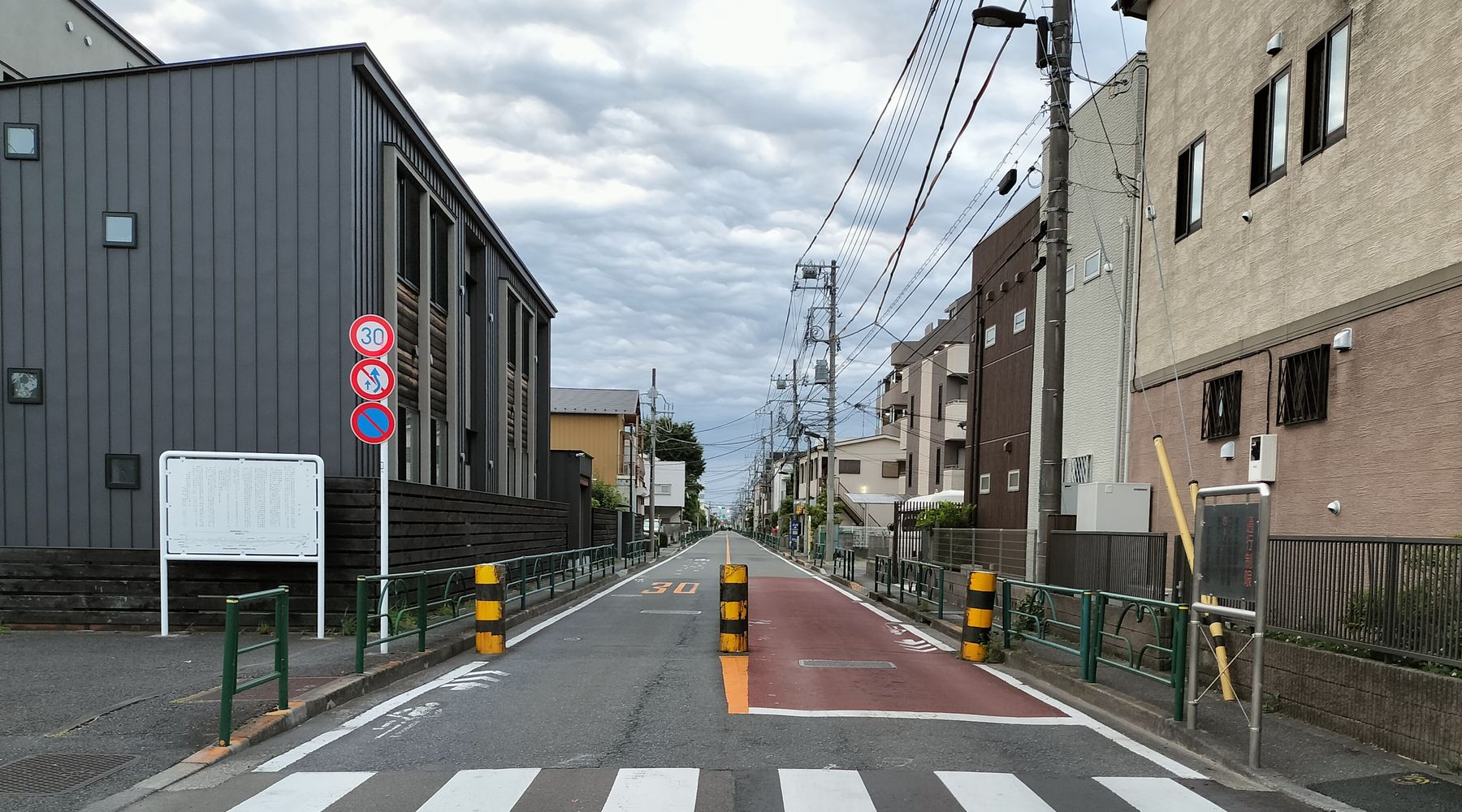
水道道路の西端

## 施設
- 狛江駅
- 和泉多摩川駅
- 調布警察署和泉多摩川交番
- 狛江駅前郵便局
- 和泉多摩川駅前郵便局
- 駒井保育園
- 揚辻稲荷神社
- 十幹森稲荷神社

この他、2つの駅を擁することから駅前商店街をはじめ商店が多数存在する。